# David Cross
David Cross (ur. 23 kwietnia 1949 w Anglii) – angielski muzyk i kompozytor, skrzypek. Cross znany jest przede wszystkim z występów w supergrupie muzycznej King Crimson w której grał na skrzypcach oraz melotronie. Od 1990 roku występuje pod własnym nazwiskiem często współpracując z gitarzystą basowym Mickiem Paulem. Jest również wykładowcą na London Metropolitan University.

## Dyskografia
- Memos from Purgatory (1989)
- The Big Picture (1992)
- Testing to Destruction (1994)
- Exiles (1997)
- Closer Than Skin (2005)
- Alive in the Underworld (2008) (David Cross Band)
- Sign of the Crow (2016) (David Cross Band)
- David Cross and Sean Quinn: Cold Sky Blue (2016)
- Crossing the tracks (2018)
- David Cross and David Jackson: Another Day (2018)
- David Cross and Andrew Booker: Ends Meeting (2018)
- David Cross and Peter Banks: Crossover (2020)